# The Toxic Avenger II
The Toxic Avenger Part II (Brasil: O Vingador Tóxico 2 ) é um filme trash de comédia de terror, produzido nos Estados Unidos pela Troma Entertainment em 1989, co-escrito por Lloyd Kaufman e Gay Partington Terry e co-dirigido por Michael Herz e Lloyd Kaufman.
O Vingador Tóxico 2 foi lançado cinco anos após o filme O Vingador Tóxico (1984). 
As partes do filme O Vingador Tóxico 2 e O Vingador Tóxico 3 foram filmadas como um filme só, mas como era muito material para um único filme, ele foi dividido em 2.

## Sinopse
Depois de limpar Tromaville do crime, o Vingador Tóxico está trabalhando no Centro de Cegos, junto com sua namorada. Um dia, apitando uma partida de beisebol, ele é atacado por capangas do presidente da Seems Apocalipse Inc., conglomerado japonês que quer tomar Tromaville de assalto. O herói reage, salvando sua cidade da mal oriental.

## Elenco
- John Altamura como O Vingador Tóxico
- Phoebe Legere como Claire
- Rick Collins como Presidente da Corporação Apocalypse Inc.
- Lisa Gaye como Malfaire
- Rikiya Yasuoka como Big Mac Bunko
- Mayako Katsuragi como Masumi (A namoradinha japonesa do Vingador Tóxico)
- Jessica Dublin como a Sra. Junko
- Jack Cooper como o Big Mac Junko
- Michael Jai White como Executivo da Apocalypse Inc.